# Football League Second Division
Football League Second Division byla anglická fotbalová soutěž, která předcházela dnešní The Championship. Mezi roky 1892 až 1992 byla druhou nejvyšší soutěží v Anglii. Poté, co se osamostatnila Premier League, byla od roku 1992 do roku 2004 soutěží třetí nejvyšší. V roce 2004 byla nahrazena soutěží známou jako League One. First Division byla nahrazena The Championship a Third Division byla nahrazena League Two.

## Historie
Soutěž byla založena v roce 1892, zakládajícími členy se většinou staly bývalé kluby Football Alliance. Původně se jednalo o soutěž, ve které nastupovalo 12 klubů (Ardwick (nyní Manchester City), Bootle, Burton Swifts, Crewe Alexandra, Darwen, Grimsby Town, Lincoln City, Northwich Victoria, Port Vale, Sheffield United, Small Heath (nyní Birmingham City) a Walsall). V roce 1992 byla Football League reorganizovaná. First Division byla přeměna na 2. nejvyšší soutěž, Second a Third Divison na 3. a 4. nejvyšší soutěž, v novém formátu pak u všech soutěží zůstal systém play-off. Fourth Division byla jako jediná soutěž zrušena.
V roce 2004 byla z komerčních důvodů přejmenována Second Division na League One. Nicméně soutěž nadále zůstala třetí nejvyšší v Anglii.

## Počet týmů
| Počet týmů | Od   | Do   |
| ---------- | ---- | ---- |
| 12         | 1892 | 1893 |
| 15         | 1893 | 1894 |
| 16         | 1894 | 1898 |
| 18         | 1898 | 1905 |
| 20         | 1905 | 1919 |
| 22         | 1919 | 1987 |
| 23         | 1987 | 1988 |
| 24†        | 1988 | 2004 |

† jako třetí nejvyšší soutěž v Anglii (od roku 1992)